# Guarino Guarini
Camillo Guarino Guarini (17 janeiro 1624 – 6 março 1683) foi um arquiteto italiano do Barroco Piemontês, ativo em Turim assim como na Sicília, França e Portugal. Ele foi um padre Teatino, matemático e escritor. Seu trabalho representa a máxima realização da engenharia estrutural do Barroco italiano, criando em pedra o que só poderia ser tentado hoje em concreto armado.

## Biografia
Camillo Guarino Guarini nasceu em Módena em 17 de janeiro de 1624. Seguindo o caminho escolhido por seu irmão mais velho Eugenio, ele entrou para a Ordem Teatina como noviço em vinte e sete de novembro de 1639, aos quinze anos. Ele passou seu noviciado no mosteiro de San Silvestro al Quirinale em Roma, onde estudou arquitetura, teologia, filosofia e matemática. Durante os anos romanos de Guarini, Francesco Borromini e Gian Lorenzo Bernini criaram os edifícios e esculturas que definiram o estilo Barroco romano. De Borromini, Guarini aprendeu o uso da geometria complexa como base para plantas baixas. A segunda igreja romana de Borromini, Sant'Ivo alla Sapienza, tinha uma planta em forma de hexágono estrelado criada pela sobreposição de dois triângulos equiláteros. Guarini usou tal formato na cúpula do presbitério de San Lorenzo em Turim.
Após concluir o seminário em 1647, Guarini retornou a Módena onde foi ordenado em 17 de janeiro de 1648. Ele trabalhou com Giovanni Benedetto Castiglione na Igreja de San Vincenzo e no mosteiro Teatino. Guarini ascendeu rapidamente na hierarquia Teatina, tornando-se primeiro auditor, depois superintendente de obras, tesoureiro, professor de filosofia, procurador, e finalmente pároco em 1654. O príncipe Alfonso apoiou outro candidato e Guarini logo foi substituído e teve que deixar Módena. Os próximos anos são pouco documentados. Ele se tornou membro da Casa Teatina de Parma em 1656 e aparentemente visitou Praga e Lisboa. Entre 1657 e 1659, ele permaneceu na Espanha, onde estudou a arquitetura Mourisca; isso influenciou o estilo de alguns de seus edifícios em Turim.
Em 1660, Guarini foi nomeado para um cargo de professor no seminário arquiepiscopal em Messina. Durante seu mandato no seminário, Guarini ensinou matemática e filosofia e foi encarregado de vários projetos arquitetônicos que ele desenvolveu ao longo dos dois anos seguintes, incluindo o design da fachada de Santa Maria Annunziata, bem como o adjacente Convento di San Vincenzo, a Igreja de San Filippo e uma igreja para os Padres Somascos, uma ordem religiosa fundada em serviço devocional aos pobres por Gerolamo Emiliani (1486–1537) em 1532. Guarini publicou sua primeira obra literária durante seu tempo em Messina, um elaborado drama político e poético intitulado La Pietà Trionfante. Guarini desenvolveu La Pietà em uma peça que foi apresentada pelos estudantes do seminário. A história se assemelha à alegoria moral e de personagens presente nos mitos gregos. 

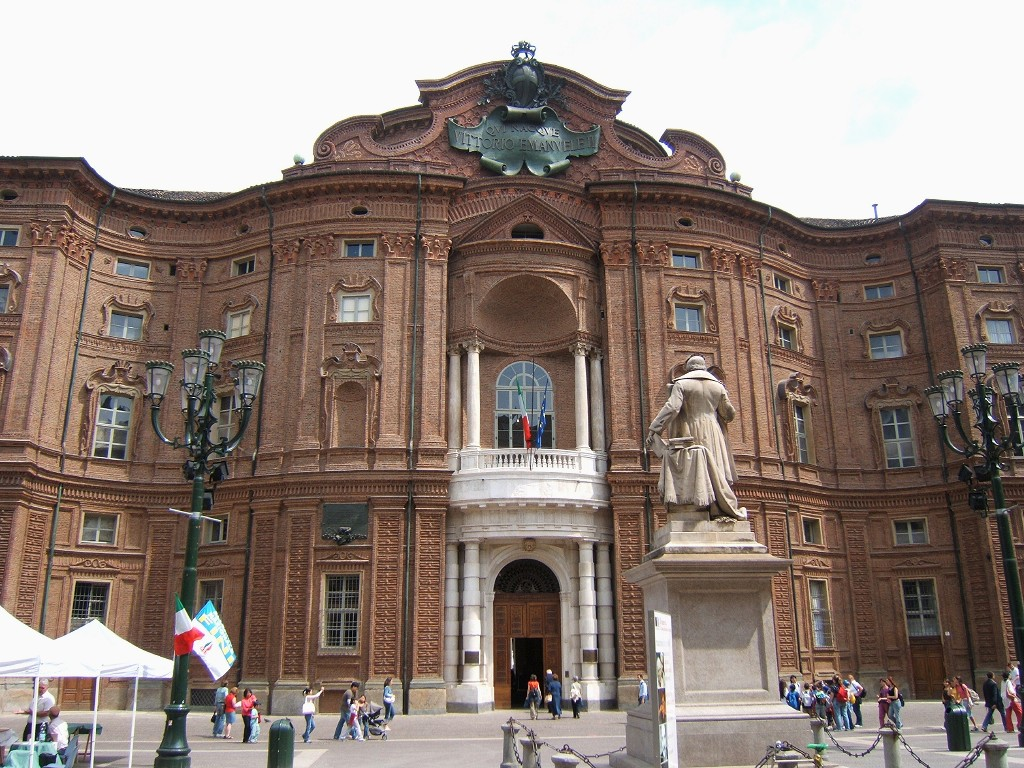
O Palácio Carignano em Turim

Em junho de 1662, Guarini recebeu a notícia de que sua mãe estava gravemente doente e partiu rapidamente da Sicília para Módena para ficar com ela no fim de sua vida. Ele permaneceu lá por vários meses enquanto também elaborava planos para a fachada da igreja Teatina de San Vincenzo em Módena, mas o projeto nunca foi executado. Guarini foi transferido para Paris em outubro de 1662, onde assumiu a construção da Igreja de Sainte-Anne-la-Royale, originalmente encomendada a Antonio Maurizio Valperga (1605–1688). Ele considerou o projeto de Valperga ruim - que seria escuro, estreito e carente de unidade - e apresentou um novo design para Sainte-Anne-la-Royale na forma de uma cruz grega. Ele ampliou os quatro braços da cruz, criando uma elegante simetria de espaço em harmonia com a grande cúpula central. Durante a construção de Sainte-Anne-la-Royale, Guarini foi nomeado professor de teologia na Escola Teatina em Paris. Suas viagens pela França lhe deram a oportunidade de entrar em contato não apenas com muitas catedrais e igrejas Góticas mas também com o trabalho de Desargue sobre geometria projetiva. "Foi esta nova geometria que forneceu a base científica para as ousadas estruturas de Guarini, particularmente de cúpulas". A construção de Sainte Anne começou em vinte e oito de novembro de 1662 em um local proeminente de frente para o Louvre no cais do Sena. Quatro anos após o início da construção, ambos os transeptos da igreja estavam quase concluídos. As tensões financeiras, bem como recursos monetários e materiais, tornaram-se cada vez mais irregulares, colocando o projeto em perigo. Em um acesso de resignação, Guarini acusou duramente o superior da Ordem Teatina de má gestão de recursos e abandonou o projeto, partindo rapidamente para Turim no outono de 1666. Em maio de 1668, Carlos Emanuel II, Duque de Saboia o nomeou Engenheiro e Matemático Real. Ele projetou um grande número de edifícios públicos e privados em Turim, incluindo os palácios de Carlos Emanuel II (assim como de sua irmã Louise Christine de Saboia), a Igreja Real de San Lorenzo (1666–1680), a maior parte da Capela do Santo Sudário (abrigando o Sudário de Turim; iniciada em 1668 por Amedeo di Castellamonte), o Palazzo Carignano (1679–85), o Castelo de Racconigi e muitos outros edifícios públicos e eclesiásticos em Módena, Messina, Verona, Viena, Praga, Lisboa e Paris. O Palazzo Carignano é considerado um dos mais belos palácios urbanos da segunda metade do século XVII na Itália. O projeto de Guarini parece ter sido influenciado pelas propostas de Bernini para o Palácio do Louvre em Paris (1665) e por San Carlo alle Quattro Fontane de Borromini. Guarini morreu em Milão em 6 de março de 1683. Na arquitetura, seus sucessores incluem Filippo Juvarra e o pupilo de Juvarra, Bernardo Vittone.

## Obras matemáticas e filosóficas
Guarini escreveu dez tratados sobre uma multiplicidade de assuntos, incluindo arquitetura, matemática e astronomia. Em 1665, ele publicou em Paris seu Placita Philosophica (Um Sistema de Filosofia), um grande tratado matemático-filosófico dividido em oito partes. Guarini publicou este trabalho enquanto era professor de teologia em Paris. É um sistema abrangente e pragmático, abrangendo os campos da lógica, anatomia, biologia, astronomia, física, teologia e metafísica. O Placita de Guarino pertence à escola de pensamento geralmente referida como Escolástica Barroca. Também compartilha fortes semelhanças com o Ocasionalismo de Nicolas Malebranche. O conteúdo do Placita indica que Guarini acompanhou atentamente os desenvolvimentos científicos da época. Em alguns casos, ele os endossou - por exemplo, a descoberta de Galileu de que os objetos celestes são materiais e corruptíveis. Embora, seguindo as visões de Aristóteles, Guarino negue a existência de um vácuo, ele descreve e discute o barômetro de Evangelista Torricelli e o experimento barométrico com um tubo de vidro fechado no topo e preenchido com mercúrio. O Placita de Guarini inclui uma extensa seção sobre astronomia teórica. Ele defende o sistema Ptolomaico, descartando tanto o sistema Copernicano quanto o de Tycho Brahe. Ele demonstra um bom conhecimento da erudição moderna e cita frequentemente o trabalho de Johannes Kepler e Galileu. O astrônomo francês e padre católico Ismaël Bullialdus também é mencionado numerosas vezes em conjunto com Kepler, particularmente ao discutir a excentricidade das órbitas planetárias. Guarino fornece uma longa descrição do movimento dos planetas e do Sol de acordo com o modelo geocêntrico. Ele determina com bastante precisão a distância entre a Lua e a Terra e conclui que a observação de Galileu sobre a mudança na distância lunar se deve a uma mudança na velocidade; que quando a Lua parece mais próxima da Terra, ela se move mais rápido. Guarini tenta descobrir a razão para isso, usando geometria Euclidiana, triangulação e quadratura (quadratura), os métodos disponíveis em uma época que ainda precedia o desenvolvimento do cálculo e da lei da gravitação universal de Newton. Antes da publicação dos Principia de Newton, Guarini teoriza que a velocidade da luz é uma constante e o movimento da luz é uma perturbação ou onda. Guarini também teoriza que a luz viaja do Sol para a Terra em um vácuo (coniuncta soli est: unde vacua luce) até atingir a atmosfera, criando calor, vento e o movimento do oceano.
Sua principal obra, intitulada Euclides adauctus et methodicus (1671), é um tratado sobre geometria descritiva em trinta e cinco livros. Os três primeiros livros reintroduzem argumentos de natureza filosófica já abordados no Placita Philosophica a respeito, em particular, da existência de indivisíveis. Guarini comenta sobre as obras de Bonaventura Cavalieri, elogiando seu método dos indivisíveis. Ele cita tanto as objeções a este método utilizadas por Mario Bettinus no Epilogus Planimetricus e a de Paul Guldin em De centro gravitatis solidorum, bem como os autores que apreciaram as provas matemáticas, como Ismaël Bullialdus em De lineis spiralibus e Vincenzo Viviani em De maximis et minimis. A conclusão de Guarini é articulada em nove pontos e termina com o julgamento de que Cavalieri não forneceu prova real e evidente porque em seu método ele vai de uma espécie para outra: os segmentos indivisíveis (da primeira espécie) formam uma superfície (da segunda espécie) e esse tipo de proporção entre figuras de diferentes espécies não é permitido na geometria. Nos livros IV-XII, Guarini apresenta e prova as proposições estabelecidas por Euclides nos livros I-VII e X dos Elementos. Os livros XXII e XXXIII são dedicados à geometria sólida, à interseção de planos e à inscrição dos cinco poliedros regulares na esfera, um tema abordado por Euclides em seus livros XI, XII e XIII. Nos dois últimos livros do Euclides adauctus e no Apêndice, adicionado à obra logo após 1671, Guarini trata dos volumes de corpos contidos por superfícies planas, como pirâmides e prismas, e por superfícies curvas. O forte conhecimento matemático de Guarini é evidente em seu trabalho arquitetônico. Como ele afirma em seu Euclides adauctus et methodicus: «Thaumaturga Mathematicorum miraculorum insigni, vereque Regali architectura coruscat» - 'A magia dos matemáticos maravilhosos brilha intensamente na arquitetura maravilhosa e verdadeiramente régia'. Além de seus escritos sobre matemática, ele publicou um tratado intitulado Il modo di misurare le fabbriche (1674) e um livro sobre engenharia militar, o Trattato di fortificatione che hora si usa in Fiandra, Francia, et Italia (1676). Após sua morte, os Teatinos publicaram os Disegni d'architettura civile et ecclesiastica, uma coleção gravada de seus projetos (1686). O tratado completo, sua obra principal, a Architettura civile, foi publicado em 1737 por Bernardo Vittone. Este livro foi amplamente divulgado na Áustria e Alemanha do século XVIII, contribuindo para o desenvolvimento de arquitetos como Johann Lukas von Hildebrandt, Johann Bernhard Fischer von Erlach e Balthasar Neumann.

## Publicações

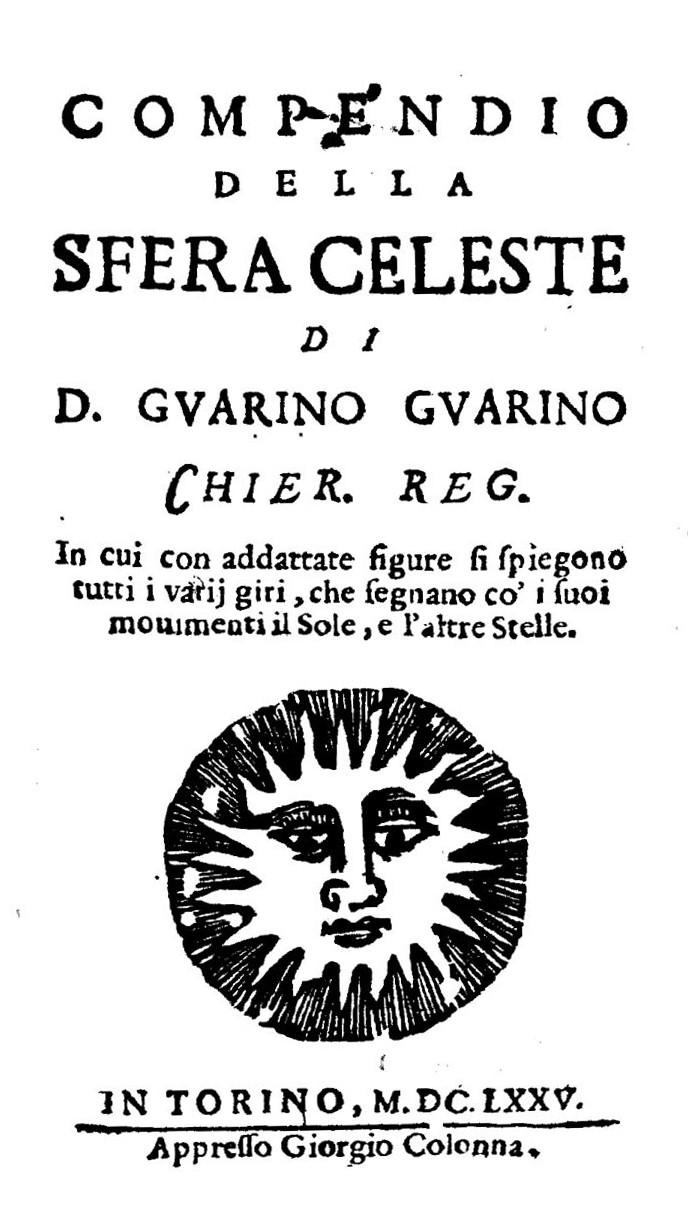
Compendio della sfera celeste, 1675

- La Pietà trionfante, tragi-comedia morale (em italiano). Messina: Giacomo Mattei. 1660
- Placita philosophica (em latim). Paris: Denys Thierry. 1665
- Euclides adauctus et methodicus mathematicaque universalis (em latim). Turim: typis B. Zapatae. 1671
- Modo di misurare le fabbriche (em italiano). Turin: Eredi Gianelli. 1674
- Compendio della sfera celeste (em italiano). Turin: Giorgio Colonna. 1675
- Trattato di fortificazione, ibid., 1676, in-4°.
- Leges temporum, et planetarum quibus civilis, et astronomici temporis lapsus primi mobilis, et errantium decursus ordinantur atque in tabulas digeruntur ad longitudinem Taurinensem gr. 30.46' et latitudinem gr. 44.49' (em latim). Turim: eredi Carlo Giannelli. 1678
- Cœlestis mathematicæ pars Ia et IIa (em latim). Milan: ex typographia Ludovici Montiae. 1683
- Disegni d'architettura civile, et ecclesiastica (em italiano). Turin: Eredi Gianelli. 1686
- Architettura civile divisa in cinque trattati, opera postuma, 2 vols., Turin, 1737.

## Obras
- Igreja dos Padres Somaschi (Messina, projeto não construído)
- Fachada da Santissima Annunziata e adjacente ao palácio teatino (Messina, destruído no terremoto de 1908)
- Sainte-Anne-la-Royale (1662, destruída em 1823)
- Santa Maria della Divina Providenca (Lisboa, destruída pelo terramoto de 1755
- San Filippo Neri (completado por Juvarra)
- Colegio dei Nobili (1678, Turim)
- Capela do Santo Sudário (1668–94, Turim)
- Igreja Real de San Lorenzo (1668–87, Turim)
- Castelo de Racconigi (1676–84)
- Palazzo Carignano (1679-85, Turim)
- Santuario della Consolata (restaurado mais tarde por outros)